# Christian Grindheim
Christian Grindheim (Haugesund, Noruega, 17 de julio de 1983) es un exfutbolista noruego que jugaba de centrocampista.
En noviembre de 2020 anunció su retirada al término de la temporada tras 20 años como profesional.

## Clubes
| Club              | País         | Año       |
| ----------------- | ------------ | --------- |
| FK Haugesund      | Noruega      | 2000-2004 |
| Vålerenga Fotball | Noruega      | 2005-2008 |
| S. C. Heerenveen  | Países Bajos | 2008-2011 |
| F. C. Copenhague  | Dinamarca    | 2011-2013 |
| Vålerenga Fotball | Noruega      | 2013-2017 |
| FK Haugesund      | Noruega      | 2018-2020 |

## Palmarés

### Títulos nacionales
| Título                   | Club              | País         | Año  |
| ------------------------ | ----------------- | ------------ | ---- |
| Tippeligaen              | Vålerenga Fotball | Noruega      | 2005 |
| Copa de los Países Bajos | S. C. Heerenveen  | Países Bajos | 2009 |
| Copa de Dinamarca        | F. C. Copenhague  | Dinamarca    | 2012 |